# Kościół Trójcy Świętej i Narodzenia Najświętszej Maryi Panny w Chodlu

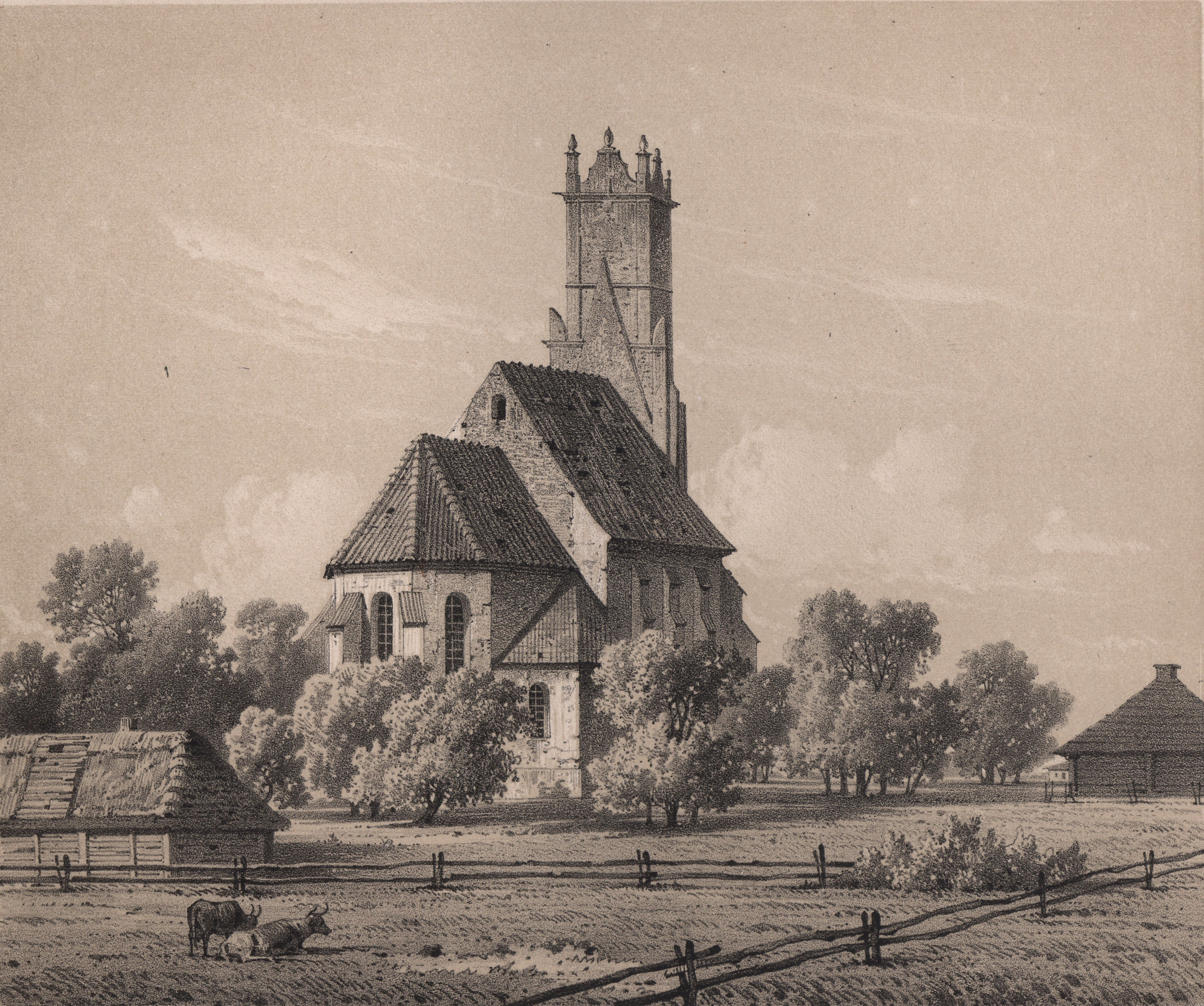
Kościół na litografii Adama Lerue (ok. 1858)

Kościół Trójcy Świętej i Narodzenia Najświętszej Maryi Panny – rzymskokatolicki kościół parafialny należący do dekanatu Bełżyce archidiecezji lubelskiej.
Budowa świątyni została rozpoczęta w 1530 roku. Jej fundatorem był kasztelan lubelski Bernard Maciejowski, ojciec biskupa krakowskiego oraz kanclerza wielkiego koronnego Samuela Maciejowskiego. W dniu 28 sierpnia 1584 roku budowla została konsekrowana przez biskupa Hieronima Rozdrażewskiego. W 1610 roku kościół został uszkodzony przez pożar. W 1783 roku do świątyni został przeniesiony obraz Matki Boskiej Loretańskiej z kościoła na Lorecie (niekiedy podawany jest rok 1816). W 1845 roku przeprowadzono remont świątyni połączony z przebudową, został wtedy obniżony dach nad nawą. Pod koniec XIX wieku przeprowadzono kolejny remont, wybudowano wtedy nowy chór muzyczny ze schodami, podparty czterema kolumnami i wysunięty do przodu. W 1914 roku świątynia została poważnie zniszczona przez ostrzał artyleryjski. W związku z tym, w 1920 roku przeprowadzono w kościele prace remontowe.

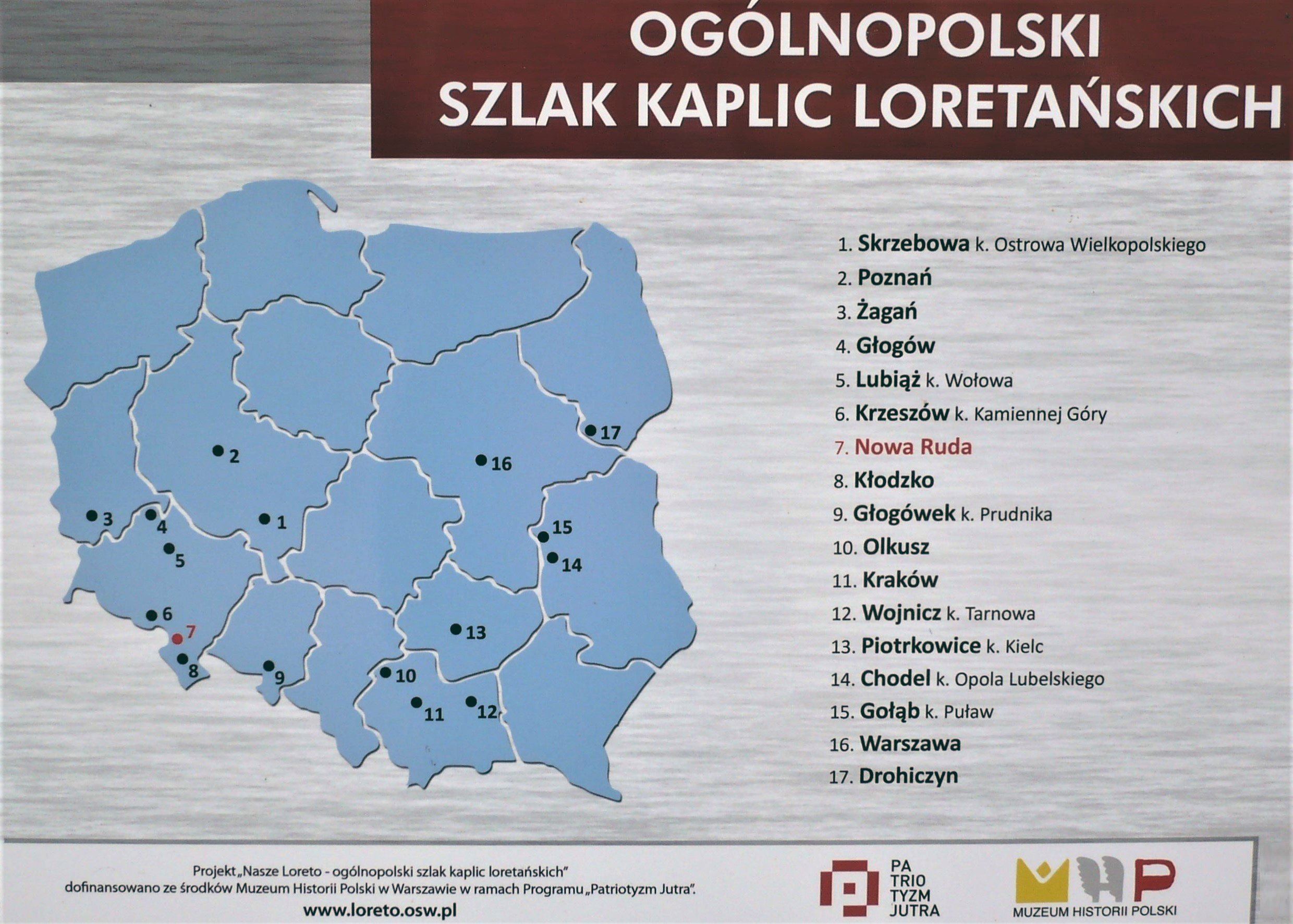
Ogólnopolski Szlak Kaplic Loretańskich - tablica

Kościół reprezentuje styl renesansowy z elementami stylu gotyckiego. Jest to budowla murowana wzniesiona z cegły i ozdobiona detalami kamiennymi. Korpus kościoła jest jednonawowy, charakteryzuje się potężną frontową wieżą o wysokości 35 metrów, od ziemi wzniesioną na planie czworoboku, od trzeciej kondygnacji półokrągłą z przodu. Prezbiterium jest węższe i niższe, nakryte jest sklepieniem gotyckim, nawa nakryta jest sklepieniem kolebkowym z lunetami. Posadzka została wykonana z terakoty białej i czerwonej, w przyziemu wieży znajduje się kruchta. Z lewej i prawej strony prezbiterium są umieszczone gotyckie zakrystie z pomieszczeniami na piętrze (są to przebudowane dawne kaplice). Ołtarz główny pochodzi z XVIII wieku i reprezentuje styl barokowy, w nim znajduje się wspomniany wyżej obraz Matki Boskiej Loretańskiej. W drugiej kondygnacji ołtarza jest umieszczony obraz św. Trójcy. Równolegle, z lewej i prawej strony prezbiterium są umieszczone dwa boczne ołtarze, wykonane na początku XVII wieku: św. Piotra i św. Barbary. Dwa pozostałe ołtarze boczne – św. Kajetana i św. Klary - znajdują się w nawie, w niszach elewacji zewnętrznych. Ławki zostały wykonane w XIX wieku, organy powstały w 1880 roku. Chrzcielnica wykonana z piaskowca jest sygnowana datą 1613 i nazwiskiem jej fundatora – księdza Stanisława Korzeniowskiego. Konfesjonały w stylu barokowym pochodzą z XVII i XVIII wieku. Ambona w stylu regencji, pochodzi z rozebranej lubelskiej fary św. Michała Archanioła. Zachowały się fragmenty polichromii.